# Karlštejn (nádraží)
Karlštejn je železniční stanice, která se nachází v městyse Karlštejn v okrese Beroun ve Středočeském kraji. Stanice leží na dvoukolejné elektrizované celostátní dráze Praha–Plzeň, která je součástí 3. tranzitního železničního koridoru.

## Popis stanice
Stanice je vybavena staničním zabezpečovacím zařízením 2. kategorie - elektromechanické zabezpečovací zařízení. V přilehlých mezistaničních úsecích je instalováno traťové zabezpečovací zařízení 2. kategorie - jednosměrný hradlový poloautomatický blok.[zdroj?]
Stanice má 5 dopravních kolejí a 2 koleje manipulační. Do stanice je také zaústěna 1 vlečka, kterou provozuje Správa železnic.[zdroj?]

## Přeprava
Ve stanici zastavují vlaky osobní přepravy kategorie osobní vlak (Os) na lince S7 v systému integrovaného dopravního systému PID. Tyto vlaky provozuje dopravce České dráhy. Vlaky vyšší kvality a vyšší kategorie ve stanici nezastavují, pouze projíždějí.[zdroj?]
Ve staniční budově se nachází osobní pokladna Českých drah a čekárna pro cestující. Ve stanici je úschovna kol. K dispozici je i automat na jízdenky PID.

## Přístupnost
Přístup do budovy stanice je bezbariérový včetně bezbariérově přístupné označené pokladní přepážky. 
Bezbariérový přístup není na žádné nástupiště (dle ČSN 73 4959).

## Další informace
Na staniční budově z ulice je umístěna poštovní schránka České pošty. Vedle staniční budovy se nachází veřejné bezplatné parkoviště.[zdroj?]

## Galerie

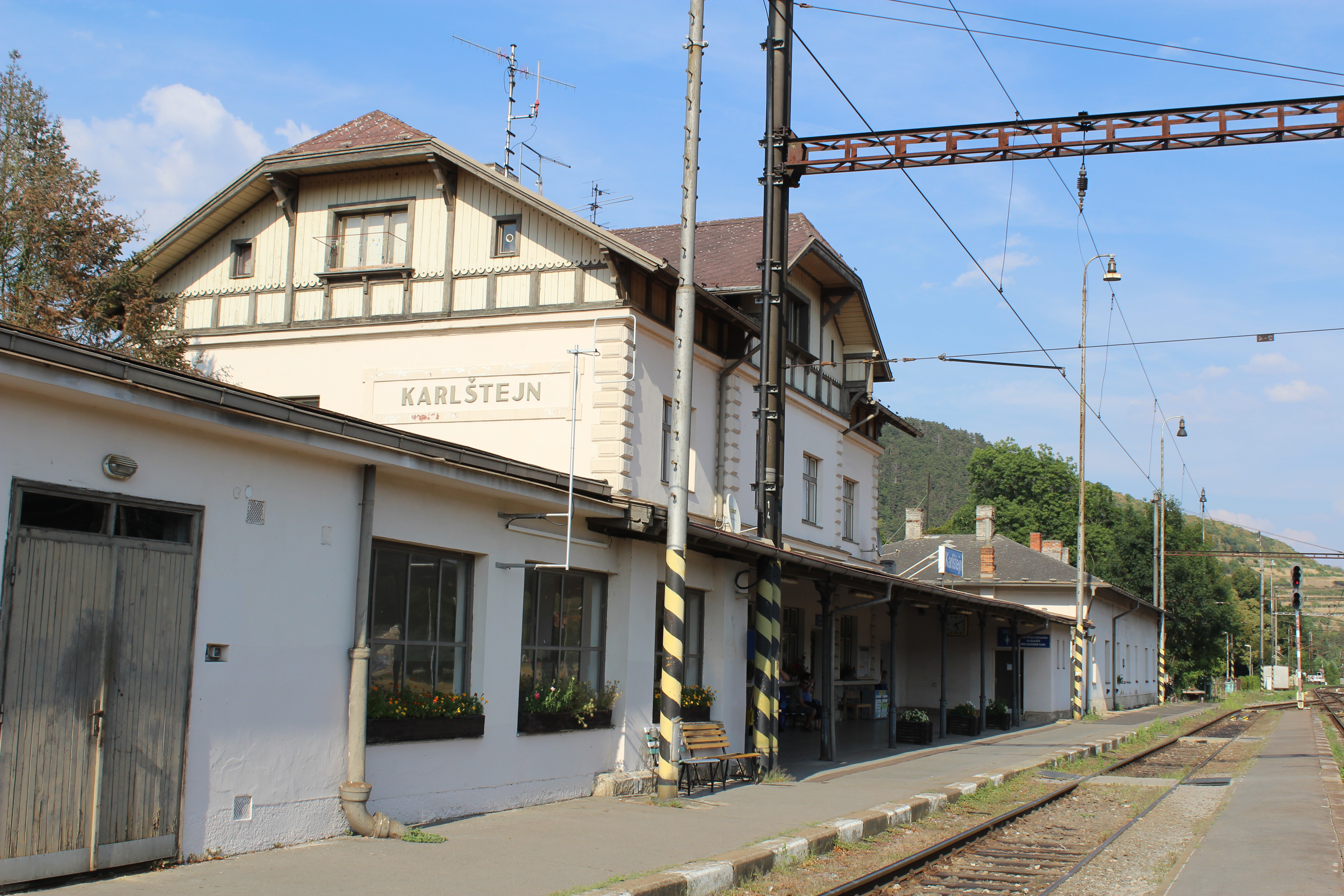
Staniční budova od kolejiště
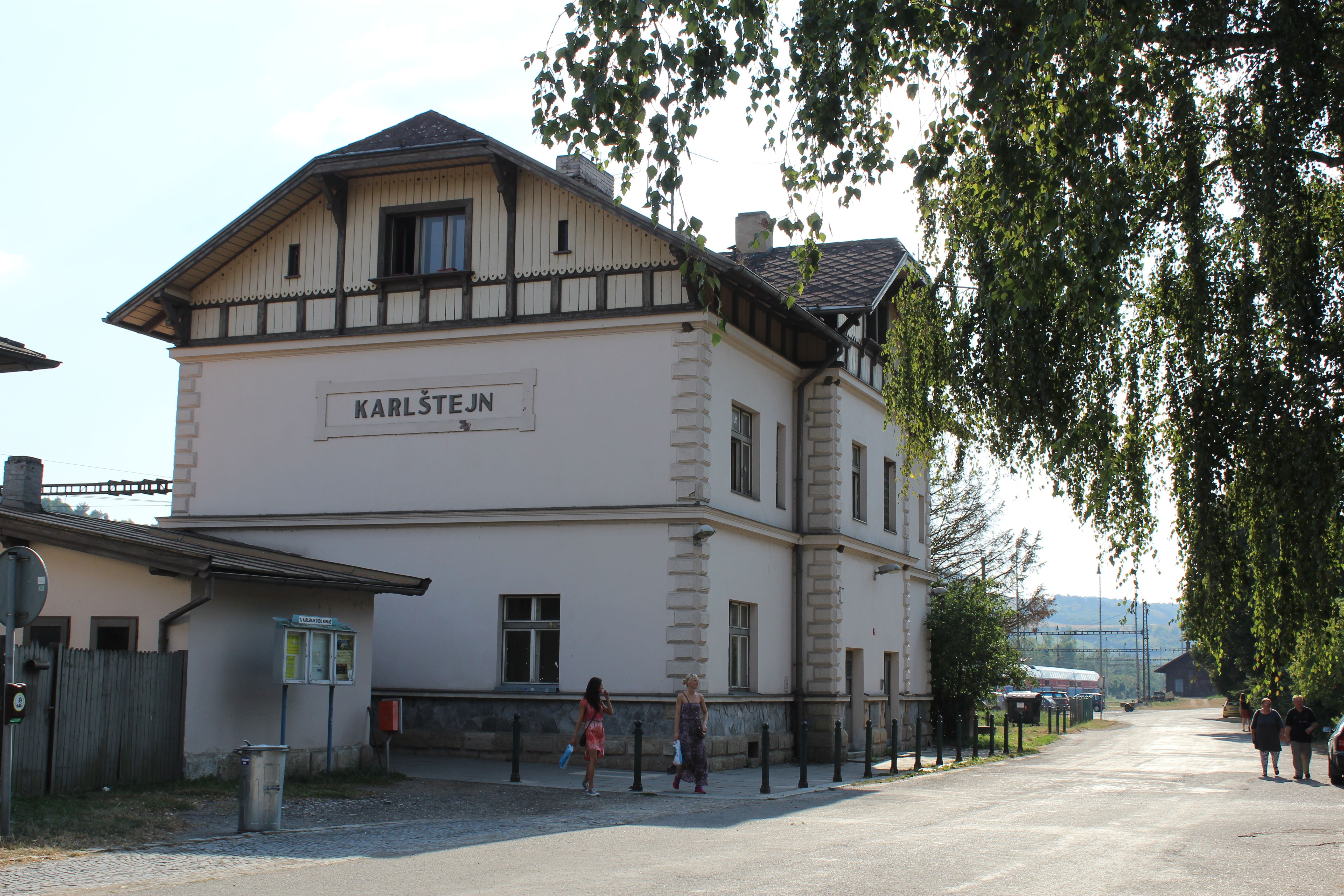
Staniční budova z ulice
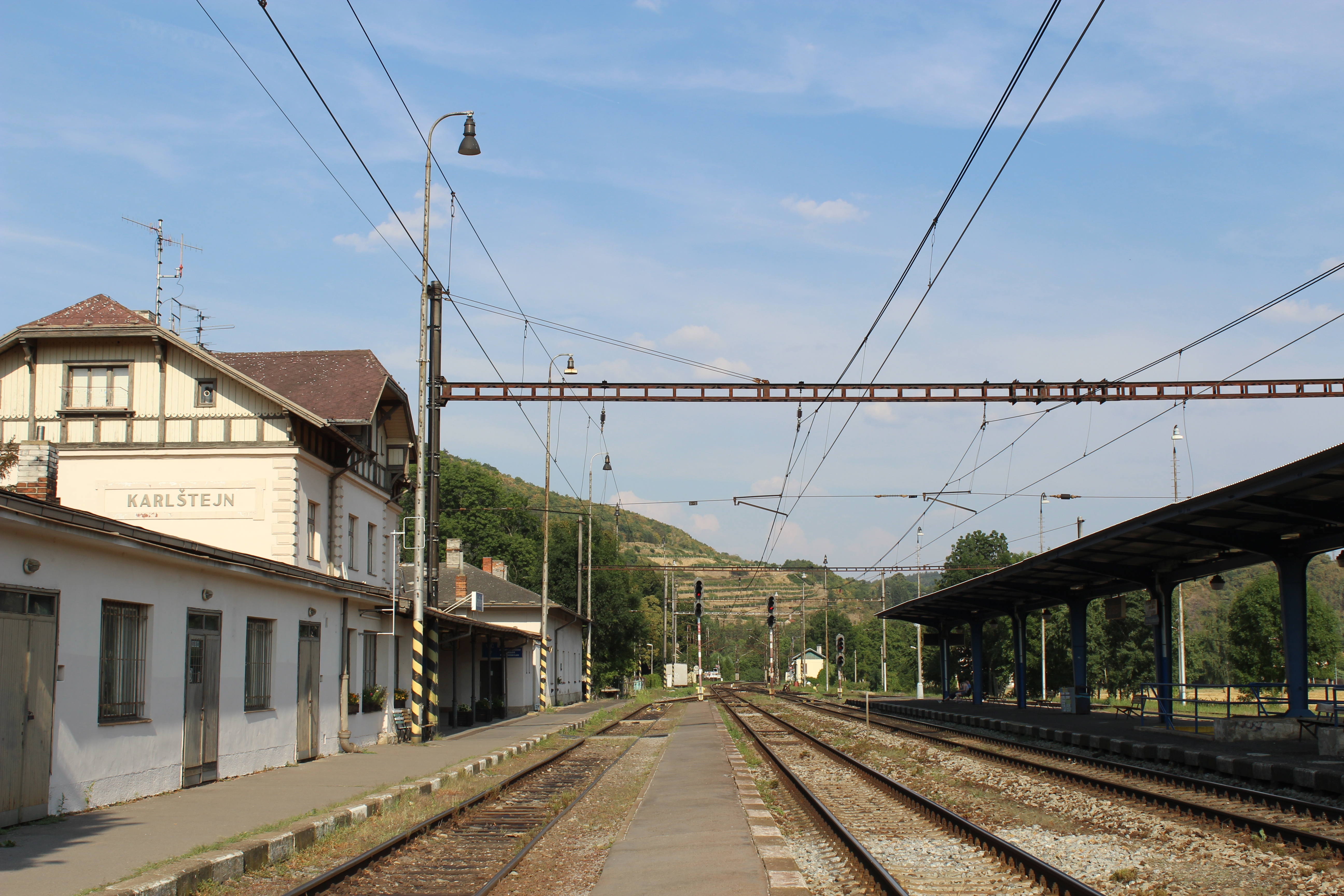
Kolejiště směr Praha
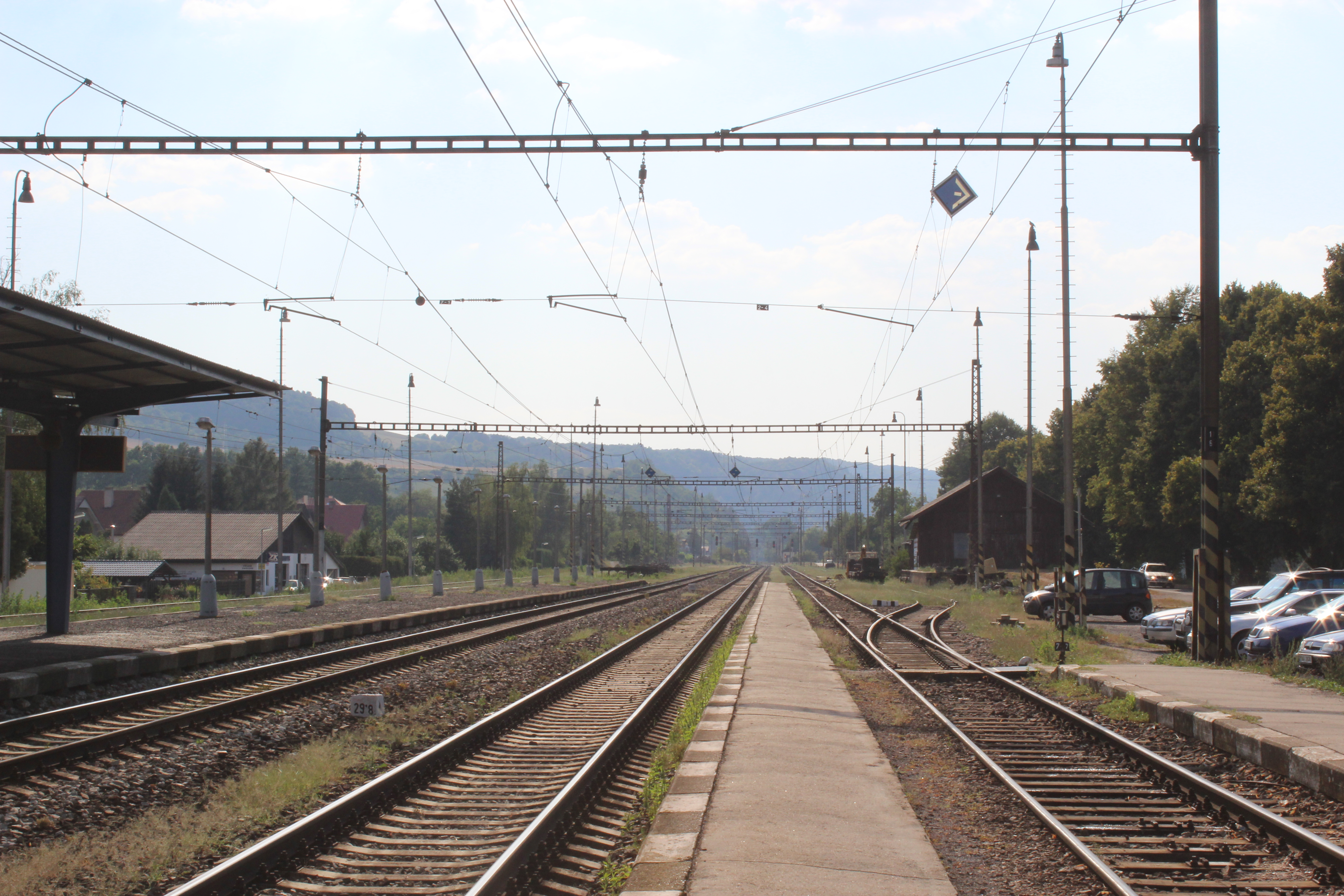
Kolejiště směr Beroun
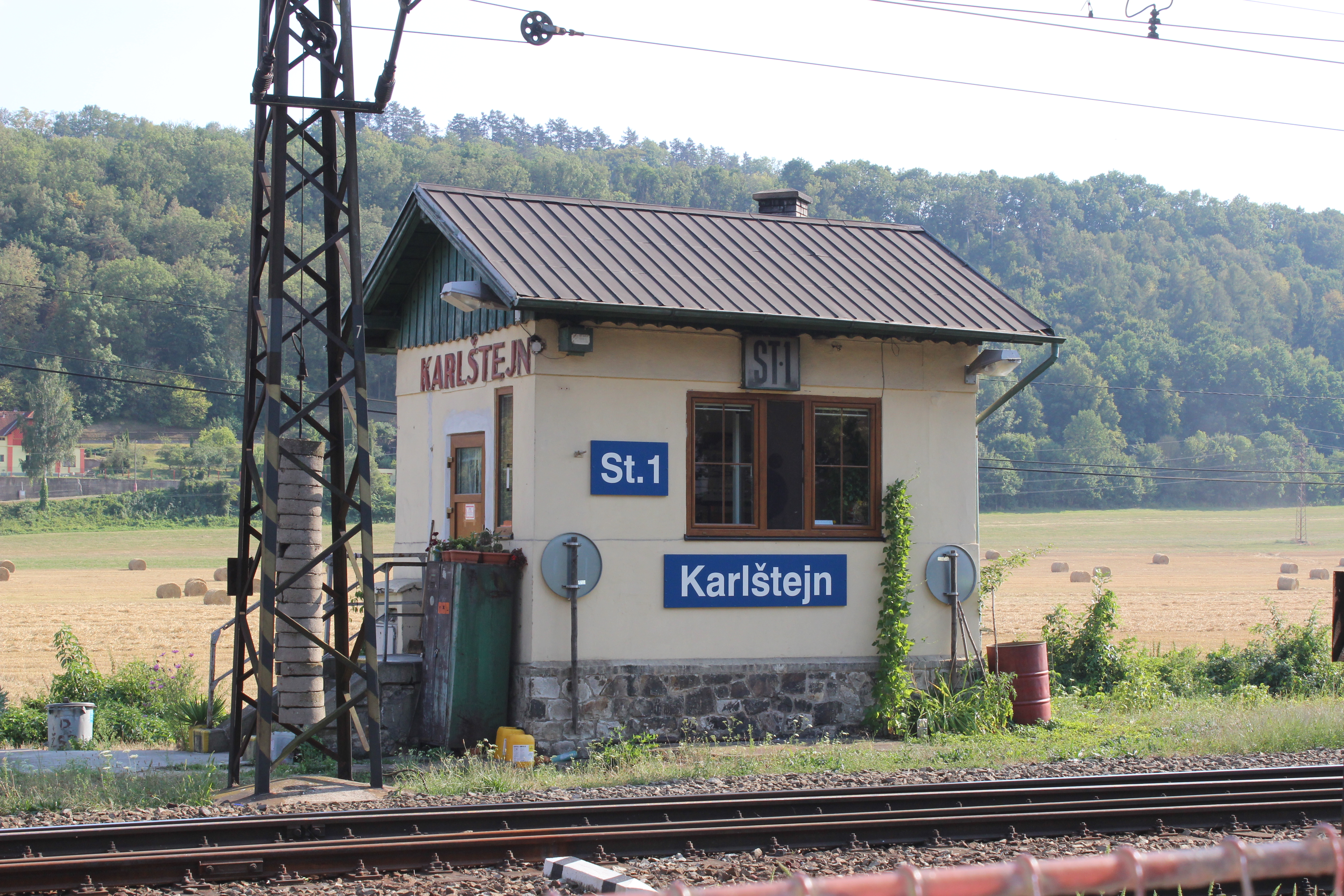
Stavědlo 1 na pražském zhlaví